# Dimitrije Tucović
Dimitrije Tucović (serbisch-kyrillisch: Димитрије Туцовић, serbisch ausgesprochen: [dimǐtrije tûːtsoʋitɕ]; 13. Mai 1881 bis 20. November 1914) war ein serbischer Theoretiker der sozialistischen Bewegung, Politiker, Journalist und Verleger. Er war einer der Gründer der Sozialdemokratischen Partei Serbiens und trug mit seinen vielen sozialistischen Artikeln maßgeblich zum politischen Diskurs innerhalb Serbiens und auf dem Balkan bei.
Tucović gilt mit seinem Kampf für Arbeiterrechte, Menschenrechte, Gleichstellung der Geschlechter, soziale Gerechtigkeit und zivile Freiheiten im Königreich Serbien als Pionier. In der heutigen Republik Serbien sind seine vertretenen Werte weitgehend akzeptiert.

## Leben
Dimitrije Tucović wurde am 13. Mai 1881 in dem Dorf Gostilje auf dem Berg Zlatibor nahe Čajetina geboren. Erste Berührungspunkte mit sozialistischen Ideen bekam er im Gymnasium von Užice durch den Sozialisten und guten Freund Radovan Dragović. Im Jahr 1899 zog er nach Belgrad, wo er seine schulische Laufbahn wie auch die Propagierung seiner sozialistischen Ideen fortsetzte.
Als es im Jahr 1901 zu einer Erneuerung des Belgrader Arbeitervereins kam, wurde Tucović als Führer einer Gruppe Belgrader Sozialisten Vorstandsmitglied des Arbeitervereins mit dem Ziel, an der Bildung neuer, moderner Gewerkschaften mitzuwirken.
In den Jahren 1902 und 1903 war er Organisator vieler Proteste gegen das Regime Alexander Obrenowitschs, weswegen er emigrieren musste.
Nach dem jugoslawischen Mai-Putsch im Jahr 1903, in dessen Folge der damalige Monarch Alexander Obrenowitsch ermordet wurde, kehrte Tucović nach Serbien zurück und wirkte an der Gründung der Sozialdemokratischen Partei Serbiens (SSDS) mit. Kurz danach wurde er Redakteur der Radničke Novine (deutsch: Arbeiterzeitung). Im Jahr 1906 absolvierte er sein Jura-Studium an der Belgrader Universität, woraufhin er nach Wien zur Spezialisierung ging. Im Jahr 1908 kehrte er nach Belgrad zurück und wurde im selben Jahr zum Sekretär der SSDS ernannt.
Zu Beginn des Jahres 1910 organisierte Tucović die erste sozialistische Balkan-Konferenz in Belgrad, in der er unter anderem die Schaffung einer Balkan-Föderation in Bewegung setzte. Im gleichen Jahr gründete er die Zeitschrift Borba, deren Chefredakteur er wurde. Als Vertreter der SSPS nahm er an der Zweiten Internationale teil, bei der er sozialistische Größen wie Rosa Luxemburg persönlich kennenlernte. Auf dem internationalen Sozialistenkongress in Kopenhagen hielt er eine wichtige Rede zur österreich-ungarischen Annexion Bosnien und Herzegowinas, in der er die österreich-ungarischen Sozialisten kritisierte, die die Annexion befürworteten.
Als Reserveoffizier der serbischen Armee nahm er an den Balkankriegen in den Jahren 1912 und 1913 teil und schickte regelmäßig Briefe, in der er über Kriegsverbrechen gegenüber Zivilisten berichtete, die dann in der Radničke Novine erschienen. Seine Abneigung gegenüber der Politik des Serbischen und Montenegrinischen Königreiches tat er in seinem Buch Srbija i Arbanija (deutsch: Serbien und Albanien) kund, in dem er die serbisch-propagandistische negative Darstellung der Albaner kritisierte und die Politik beider Königreiche als imperialistisch bezeichnete.
Kurz vor dem Ersten Weltkrieg ging Tucović nach Berlin, um dort seinen Doktor zu machen. Als er vom Beginn des Ersten Weltkriegs erfuhr, eilte er nach Serbien, um in der Armee zu dienen. Als Reserve-Kommandant zweiter Klasse kam er am 20. November des Jahres 1914 an der Frontlinie bei Vrače Brdo bei der Schlacht an der Kolubara ums Leben.

## Nachwirken
Tucović gilt heute als einer der wichtigsten Vertreter der sozialistischen Bewegung Serbiens. So legte er unter anderem die Fundamente für die Sozialistische Partei Serbiens und beeinflusste durch seine zahlreichen literarischen Werke die nachfolgende sozialistische Bewegung maßgeblich, insbesondere die des Balkans. Sein Tod erschütterte viele sozialistische Intellektuelle, wie beispielsweise Leo Trotzki, der ihn als „einen der nobelsten und heroischsten Figuren der serbischen Arbeiterbewegung“ bezeichnete.
Nach dem Ersten Weltkrieg und der daraus resultierenden Entstehung Jugoslawiens schlossen sich die Sozialdemokratische Partei Serbiens und die anderen sozialistischen Parteien im neuen jugoslawischen Königreich zur Kommunistischen Partei Jugoslawiens zusammen.
In der Sozialistisch-Föderativen Republik Jugoslawien wurden viele Plätze und Straßen nach Dimitrije Tucović benannt. So trug der Slavija-Platz in Belgrad seinen Namen.
Im Jahr 1974 wurde eine Serie über sein Leben gedreht.

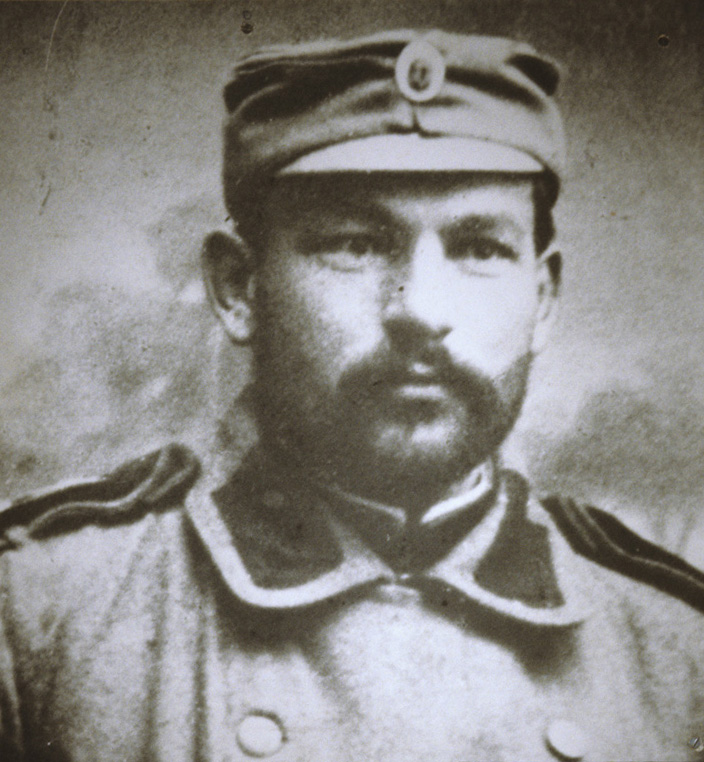
Serbisches Armeefoto von Dimitrije Tucović kurz vor seinem Tod

## Werke
Dimitrije Tucović hat in seiner Lebenszeit über 600 Artikel in inländischen und ausländischen Zeitschriften veröffentlicht und hat dazu noch dutzende Broschüren erstellt. Dazu zählen unter anderem:
- Sindikalne organizacije (Gewerkschaftsunionen) 1904.
- Sindikati i partija (Gewerkschaften und die Parteien) 1904.
- Austro-Ungarska na Balkanu (Österreich-Ungarn auf dem Balkan) 1908.
- Zakon o radnjama i socijalna demokratija (Arbeitergesetze und die Sozial-Demokratie) 1908.
- Radnički pokret u Srbiji (Die Arbeiterbewegung in Serbien) 1909.
- Balkanska konferencija (Die Balkan-Konferenz) 1910.
- Prva balkanska socijaldemokratska konferencija (Die erste Balkan Konferenz) 1910.
- Albansko pitanje (Die Albanische Frage) 1910.
- Rat i mir (Krieg und Frieden) 1910.
- Oslobođenje žene (Die Befreiung der Frauen) 1910.
- Taktika i akcija (Taktiken und Aktionen) 1910.
- Buržoaska i proleterska Srbija (Die Bourgeoise und das Proletariat in Serbien) 1911.
- Marks i Sloveni (Marx und die Slawen) 1911.
- U izbornu Borbu! (Im Wahlkampf!) 1912.
- Srbija i Arbanija (Serbien und Albanien) 1914.

Außerdem hat Dimitrije Tucović Werke von Karl Marx, Ferdinand August Bebel und vielen anderen Sozialisten ins Serbische übersetzt.